# کوئینتیلوس
کوئینتیلوس با نام کامل مارکوس اورلیوس کلودیوس کوئینتیلوس (به لاتین: Marcus Aurelius Claudius Quintillus) (درگذشتهٔ ۲۷۰) برای مدت کوتاهی امپراتور روم در سال ۲۷۰ پس از میلاد بود.

## زندگی‌نامه
کوئینتیلوس برادر امپراتور کلودیوس گوتیکوس بود که پس از مرگ او در ۲۷۰ به امپراتوری روم رسید. روایات گوناگونی در رابطه با چگونگی انتخاب او وجود دارد. برخی منابع از برگزیدن او توسط سنای روم سخن به میان می‌آورند و بعضی دیگر از انتخاب او توسط سپاه تحت فرمانش حکایت دارند. با این حال کوئینتیلوس نتوانست حمایت لژیون‌های حاضر در پانونیا را جلب نماید و آنها فرماندهٔ خود اورلیان را به امپراتوری برگزیدند. این موضوع سبب شد تا سربازان تحت فرمان کوئینتیلوس نیز به او پشت کرده و به اورلیان بپیوندند.
مدت حکومت کوئینتیلوس به‌طور دقیق مشخص نیست و از چند روز تا چند ماه متفاوت است. بیشتر تاریخ‌نگاران آن را ۱۷ روز ذکر کرده‌اند و زوسیموس آن را چند ماه دانسته‌است. از سوی دیگر اکل، سکه‌شناس اتریشی، این دوران را با توجه به تنوع سکه‌های ضرب شده به نام کوئینتیلوس چندان کوتاه نمی‌داند. همچنین روایات متفاوتی از چگونگی مرگ او وجود دارد. زوناراس، تاریخ‌نگار اهل بیزانس از خودکشی کوئینتیلوس با بریدن رگ‌هایش سخن می‌گوید. ژان انطاکیه‌ای نیز همین روایت را دارد با این تفاوت که هنگامی که خبر امپراتوری اورلیان به کوئینتیلوس رسید او از پزشک خود خواست تا رگ‌هایش را قطع نماید. اما جروم روایت دیگری از مرگ او دارد و می‌گوید کوئینتیلوس پس از ۱۷ روز فرمانروایی در آکوئیلیا به قتل رسید. کلودیوس سالماسیوس نیز به نقل از دکسیپوس، تاریخ‌نگار یونانی، تنها به مرگ کوئینتیلوس اشاره نموده و دلیل خاصی را برای آن ذکر نکرده‌است.